# Conde Castle Stewart
Conde Castle Stewart, no Condado de Tyrone, é um título do Pariato da Irlanda. Foi criado em 1800 para Andrew Thomas Stewart, 9.º Barão Castle Stuart. O titular atual é Andrew Stuart, 9.º Conde Castle Stewart. 

## História
Os Condes Castle Stewart afirmam ser os principais representantes da linhagem masculina pura da Casa Real Escocesa de Stuart. Eles são descendentes diretos de Sir Walter Stewart (falecido em 1425), Guardião do Castelo de Dumbarton, filho mais novo de Murdoch Stewart, 2.º Duque de Albany, filho de Robert Stewart, 1.º Duque de Albany,  filho mais novo do Rei Roberto II da Escócia . Um dos filhos de Sir Walter, Andrew Stuart, foi criado Lorde Avandale (ou Avondale) em 1459 e tornou-se Lorde Chanceler da Escócia de 1460 a 1482. Outro filho, Walter Stewart, tornou-se barão feudal de Morphie e foi legitimado em 1479. Seu neto Andrew Stewart foi criado Lorde Avondale por volta de 1499, uma revitalização do título que havia sido extinto com a morte de seu tio-avô em 1488. Andrew, Lorde Avondale, foi um dos muitos nobres escoceses que foram mortos na Batalha de Flodden em 1513.
Em compensação pela perda deste título, em 1619 o Rei criou o anterior 3º Lorde Ochiltree, o Barão Castle Stuart no Pariato da Irlanda . Em 1611, ele se estabeleceu em Ulster, onde recebeu 3.000 acres (12 km 2 ) de terra no Condado de Tyrone. Ele foi sucedido por seu filho, o segundo Barão, Andrew Stewart (1590–1639), que um ano antes da morte de seu pai, em 1628, foi criado Baronete no Baronetage da Nova Escócia. O segundo barão fixou residência no Castelo Roughan e foi o fundador da vizinha Stewartstown, no Condado de Tyrone . Seu filho mais velho, Sir Andrew Stewart 2º Bt. , tornou-se o terceiro barão e governador de Fort Falkland no Condado de Offaly lutando como monarquista na Guerra Civil. Ele era pai de uma filha, Mary, sua única herdeira. Ela se casou com Henry Howard, 5.º Conde de Suffolk, e a maioria das propriedades de Stewart na Irlanda foram absorvidas por ele. O título de Barão Castle Stuart passou brevemente para o irmão de Sir Andrew, Josias Stewart, que morreu sem filhos. Com a morte do quarto barão, seu tio, o honroso John Stewart (falecido em 1685), sucedeu-lhe o título de 5º barão. Após a morte de John, o título foi passado para seu sobrinho, Robert Stewart (1646–1686) de Irry no Condado de Tyrone, o filho mais velho de Robert Stewart, de Irry, terceiro filho de Andrew Stuart, 1.º Barão Castle Stuart. O 6.º Barão Castle Stuart foi o pai de Andrew Stewart (1672–1715), que durante as guerras da Revolução foi levado para a Escócia. Aos doze anos, ele se tornou o herdeiro legítimo do título de 7º Barão do Castelo Stuart, mas ao retornar à Irlanda na idade adulta, não achou adequado reivindicar o título, pois a terra que antes o acompanhava não era mais sua, tendo sido dada como dote ao já mencionado Conde de Suffolk. Em vez disso, o 7º Barão de jure fixou residência em Irry, que ele renomeou Stuart Hall, perto de Stewartstown, Condado de Tyrone. Seu filho, Robert Stewart (1700–1742) de Stuart Hall, pelos mesmos motivos de seu pai, optou por não se tornar o 8º Barão Castle Stuart. Depois de permanecer inativo por 88 anos, o título de Barão Castle Stuart foi recuperado por Andrew Thomas Stewart (1725–1809) de Stuart Hall, o filho mais velho do 8.º Barão de jure . Ele apresentou uma petição ao Rei com sucesso e em 1774 tornou-se o legítimo 9º Barão Castle Stuart . Em 1793, ele foi criado 1.º Visconde de Castle Stuart  e em 1800 foi ainda mais homenageado ao ser criado o 1.º Conde Castle Stewart, tudo no Pariato da Irlanda. 
Lord Castle Stewart foi batizado como Andrew Thomas Stewart-Moore.  Moore era o nome de solteira de sua bisavó paterna, Anne (Moore) Stewart, filha de William Moore de Garvey, Garvey House e Fassaroe Castle, Alto Xerife do Condado de Tyrone, primo de primeiro grau do 1.º Conde de Clanbrassil. Ele só assumiu o sobrenome Stewart por licença real em 1775. Ele foi sucedido por seu filho mais velho, o segundo conde. Seu filho mais velho, o terceiro conde, morreu sem filhos e foi sucedido por seu irmão mais novo, o quarto conde. Seu único filho, o quinto conde, assumiu em 1867 por licença real o sobrenome adicional de Richardson (que era o de seu sogro). Ele morreu sem deixar descendentes do sexo masculino e foi sucedido por seu primo, que se tornou o sexto conde. Ele foi o segundo, porém mais velho, filho sobrevivente do Reverendo, o Hon. Andrew Godfrey Stuart, quarto filho do segundo Conde. Seus dois filhos mais velhos foram mortos na Primeira Guerra Mundial e ele foi sucedido por seu terceiro filho, o sétimo conde, em 1921. Ele representou Harborough na Câmara dos Comuns como unionista. Ele se casou em dezembro de 1920 com Eleanor May Guggenheim (filha mais velha de Irene Guggenheim, née Rothschild, e Solomon R Guggenheim). Eles tiveram quatro filhos. Seus dois filhos mais velhos foram mortos na Segunda Guerra Mundial. Os títulos foram detidos por seu terceiro filho, o oitavo conde, de 1961 até sua morte em 2023. Em novembro de 2023, os títulos são detidos pelo filho do 8º conde, Andrew Stuart, 9.º conde de Castle Stewart. 
Outro membro da família Stuart/Stewart foi Henry Stewart, 1.º Lorde Methven . Ele era o filho mais novo do primeiro Lorde Avondale (da segunda criação). O Condado e o título de Baronete do Castelo Stewart estão registrados no Crown Office (hoje Ministério da Justiça) e registrados no College of Arms, em Londres.
A sede da família é Stuart Hall, perto de Stewartstown, Condado de Tyrone.
O Digby Stuart College, uma das faculdades constituintes da Universidade de Roehampton, também recebeu esse nome em homenagem a Janet Erskine Stuart, neta de Conde Castle Stewart.

## Lordes Avondale (c. 1499)
- Andrew Stewart, 1.º Lorde Avondale (falecido em 1513)
- Andrew Stewart, 2.º Lorde Avondale (falecido em 1548) (trocou de senhorio e foi nomeado Lorde Stuart de Ochiltrie a partir de 1542)

## Lordes Stuart de Ochiltree (1542)
- Andrew Stewart, 1.º Lorde Ochiltree (falecido em 1548)
- Andrew Stewart, 2.º Lorde Ochiltree ( c. 1521 –1591)
- Andrew Stewart, 3.º Lorde Ochiltree (1560–1629) (renunciou ao título de senhorio em 1615 e foi nomeado Barão Castle Stuart em 1619)

## Barões Castle Stewart (1619)
- Andrew Stuart, 1.º Barão de Castle Stuart (1560–1629)
- Andrew Stewart, 2.º Barão Castle Stuart (falecido em 1639)
- Andrew Stewart, 3.º Barão Castle Stuart (falecido em 1650)
- Josias Stewart, 4.º Barão Castle Stuart (falecido em 1662)
- John Stewart, 5.º Barão Castle Stuart (falecido em 1685)
- Robert Stewart, 6.º Barão Castle Stuart (falecido em 1686) (dormente em 1686)
- Andrew Stewart, ''de jure'' 7.º Barão Castle Stuart (1672–1715)
- Robert Stewart, ''de jure'' 8.º Barão Castle Stuart (1700–1742)
- Andrew Thomas Stewart, 9.º Barão de Castle Stuart (1725–1809) (recuperado em 1774; criado Conde Castle Stewart em 1800)

## Condes Castle Stewart (1800)
- Andrew Thomas Stuart, 1.º Conde Castle Stewart (1725–1809)
- Robert Stewart, 2.º Conde Castle Stewart (1784–1854)
- Edward Stewart, 3.º Conde Castle Stewart (1807–1857)
- Charles Knox Stewart, 4.º Conde Castle Stewart (1810–1874)
- Henry James Stuart-Richardson, 5.º Conde Castle Stewart (1837–1914)
- Andrew John Stuart, 6.º Conde Castle Stewart (1841–1921)
- Arthur Stuart, 7.º Conde Castle Stewart (1889–1961)
- Arthur Patrick Avondale Stuart, 8.º Conde Castle Stewart (1928–2023)
- Andrew Richard Charles Stuart, 9.º Conde Castle Stewart (n. 1953)

O herdeiro presuntivo é o primo paterno do atual titular, Thomas Harry Erskine Stuart (nascido em 1974).